# Iragua nubila
Iragua nubila är en insektsart som beskrevs av Young 1977. Iragua nubila ingår i släktet Iragua och familjen dvärgstritar. Inga underarter finns listade i Catalogue of Life.